# Philoliche bicingulata
Philoliche bicingulata är en tvåvingeart som beskrevs av H. Oldroyd 1957. Philoliche bicingulata ingår i släktet Philoliche och familjen bromsar.
Artens utbredningsområde är Zimbabwe. Inga underarter finns listade i Catalogue of Life.